# Wojciech Zimiński
Wojciech Mikołaj Zimiński (ur. 17 października 1962) – polski dziennikarz, poeta, scenarzysta, artysta kabaretowy, redaktor naczelny redakcji kultury Polskiego Radia, prezenter TVN24.

## Życiorys
W 1981 ukończył II Liceum Ogólnokształcące im. Stefana Batorego w Warszawie. Absolwent Wydziału Dziennikarstwa i Nauk Politycznych Uniwersytetu Warszawskiego. W 1990 ukończył zaoczne wyższe zawodowe studium scenariuszowe w PWSFTviT w Łodzi.
Od 2005 jest komentatorem programu publicystycznego Szkło kontaktowe, nadawanego na antenie TVN24, w 2008 został gospodarzem sobotnich wydań programu. Wspólnie z Tomaszem Sianeckim pojawił się w 16. odcinku serialu Teraz albo nigdy!, gdzie zagrał samego siebie.
W latach 2008–2010 i ponownie od 2011 do 2017 związany z Programem Trzecim Polskiego Radia jako prowadzący audycje Na lato oraz Trzecie ucho, a po powrocie Urywki z rozrywki. Jako współautor powieści radiowej A koń w galopie nie śpiewa w 2021 rozpoczął współpracę z  Radiem Nowy Świat.

## Życie prywatne
Syn dziennikarza Macieja Zimińskiego. Jest żonaty, ma dwie córki.

## Filmografia (jako scenarzysta)
- 1992: Kiedy rozum śpi
- 1995: Łagodna
- 1997: Taekwondo
- 1998: Gniew
- 2004: Trzeci
- 2012: Naznaczony[2]